# Edraw max
 (août 2025).
Si vous disposez d'ouvrages ou d'articles de référence ou si vous connaissez des sites web de qualité traitant du thème abordé ici, merci de compléter l'article en donnant les références utiles à sa vérifiabilité et en les liant à la section « Notes et références ».
 (mai 2023).
Edraw Max est un logiciel de diagramme d'affaires et technique en 2D qui aide à créer des diagrammes de flux, des organigrammes, des cartes mentales, des diagrammes de réseau, des plans d'étage, des diagrammes de flux de travail, des graphiques d'affaires et des diagrammes d'ingénierie.. La version actuelle, Edraw Max 11.5.0 est sortie en novembre 2021 pour Microsoft Windows, macOS et Linux. Edraw Max est un outil de création de diagrammes semblable à Visio.

## Caractéristiques principales
Edraw Max peut être utilisé pour créer des diagrammes ou des graphiques avec ses symboles modifiables intégrés et ses modèles pour une gamme de catégories.
La version actuelle, Edraw Max, est disponible en deux éditions : la version de visualisation gratuite et la version professionnelle modifiable. Ce dernier a des modèles et des exemples supplémentaires pour créer des diagrammes.

## Compatibilité

### Windows
- 2000 / 2003 / 2008 / Vista / 7 / 8 / 10
- 32 bits / 64 bits
- XP Edraw Max Version 8.4

### Mac
- Mac OS X 10.10 et versions ultérieures

### Linux
- Linux OS X Debian, Ubuntu, Fedora, CentOS, OpenSUSE, Mint, Knoppix, RedHat, Gentoo et plus encore.

## Configuration minimale requise
- 1 Go de RAM
- Processeur 1G
- 800 Mo d'espace disque
- Résolution du moniteur 1024 * 768

## Format de fichier
Edraw Max enregistre le contenu dans un format de fichier XML. Le suffixe .eddx est le format de fichier par défaut. Le suffixe .edxz est un format de fichier XML compressé utilisé pour le partage.

## Versions
Vous trouverez ci-dessous une liste des mises à jour d'Edraw Max 1.0 à nos jours.
| produit/Version | Date de sortie | Licence   | Plateforme          | Langue                                                                      |
| --------------- | -------------- | --------- | ------------------- | --------------------------------------------------------------------------- |
| EdrawMax 9.4    | 2019-03-16     | Shareware | Windows, Mac, Linux | Anglais, français, allemand, espagnol, russe, japonais, chinois (simplifié) |
| EdrawMax 9.3    | 2018-10-26     | Shareware | Windows, Mac, Linux | Anglais, français, allemand, espagnol, russe, japonais, chinois (simplifié) |
| EdrawMax 9.2    | 2018-01-02     | Shareware | Windows, Mac, Linux | Anglais, français, allemand, espagnol, russe, japonais, chinois (simplifié) |
| EdrawMax 9.0    | 2017-09-26     | Shareware | Windows, Mac, Linux | Anglais, français, allemand, espagnol, russe, japonais, chinois (simplifié) |
| EdrawMax 8.0    | 2016-03-14     | Shareware | Windows, Mac, Linux | Anglais, français, allemand, espagnol, japonais, chinois (simplifié)        |
| EdrawMax 7.5    | 2014-01-18     | Shareware | Windows             | Anglais, allemand, français, chinois (simplifié)                            |
| EdrawMax 7.2    | 2013-11-01     | Shareware | Windows             | Anglais, allemand, français, chinois (simplifié)                            |
| EdrawMax 7.0    | 2013-04-25     | Shareware | Windows             | Anglais, allemand, français, chinois (simplifié)                            |
| EdrawMax 6.6    | 2012-08-01     | Shareware | Windows             | Anglais, Allemand, Français                                                 |
| EdrawMax 6.3.2  | 2012-02-20     | Shareware | Windows             | Anglais, Allemand, Français                                                 |
| EdrawMax 6.0    | 2011-08-08     | Shareware | Windows             | Anglais, Allemand, Français                                                 |
| EdrawMax 5.4    | 2010-09-03     | Shareware | Windows             | Anglais, Allemand, Français                                                 |
| EdrawMax 5.0    | 2009-10-15     | Shareware | Windows             | Anglais, Allemand, Français                                                 |
| EdrawMax 4.7    | 2009-08-24     | Shareware | Windows             | Anglais, Allemand, Français                                                 |
| EdrawMax 4.5    | 2009-02-18     | Shareware | Windows             | Anglais, Allemand, Français                                                 |
| EdrawMax 4.0    | 2008-06-01     | Shareware | Windows             | Anglais, Allemand, Français                                                 |
| EdrawMax 3.1    | 2007-07-11     | Shareware | Windows             | Anglais, Allemand, Français                                                 |
| EdrawMax 2.0    | 2006-07-20     | Shareware | Windows             | Anglais, Allemand, Français                                                 |
| EdrawMax 1.0    | 2004-10-10     | Shareware | Windows             | Anglais, Allemand, Français                                                 |